# Ceraclea wetzeli
Ceraclea wetzeli là một loài Trichoptera trong họ Leptoceridae. Chúng phân bố ở miền Tân bắc.